# 刘洁 (1989年)
劉潔（1989年7月—2017年4月29日），藝名腿腿，是中國大陸的女演員，雲南昆明人。
2010年出道，曾經拍過劇集《木府風雲》而出名。2017年4月29日晚，昆明医科大学第一附属医院住院部楼下，刘洁被一名醉汉捅死，后新闻证明死者是《陈翔六点半》签约艺人刘洁。